# Bilshausen
Bilshausen ist eine Gemeinde im Landkreis Göttingen in Südniedersachsen. Sie liegt im Norden des Untereichsfelds und ist Mitgliedsgemeinde der Samtgemeinde Gieboldehausen.

## Geografie

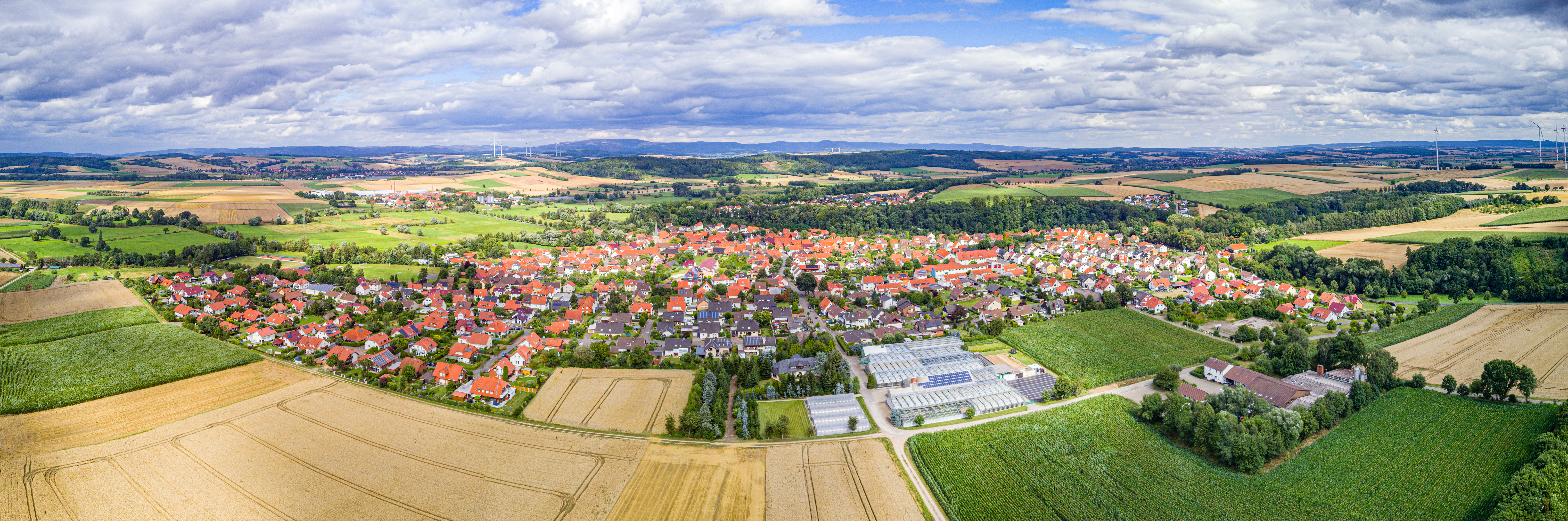
Luftaufnahme des Ortes

Bilshausen liegt am westlichen Rand des Rotenbergs und wird in Südost-Nordwest-Richtung von der Rhume durchflossen, die mit ihrem Uferbereich hier als Naturschutzgebiet Rhumeaue, Ellerniederung, Schmalau und Thiershäuser Teiche ausgewiesen ist.
Der Ort befindet sich etwa 15 km nordwestlich von Duderstadt, 20 km nordöstlich der Kreisstadt Göttingen, 14 km südöstlich von Northeim und 13 km südwestlich von Osterode am Harz.

### Nachbarorte
| Lindau      | Wulften am Harz  | Hattorf am Harz |
| Gillersheim |                  |                 |
| Bodensee    | Wollbrandshausen | Gieboldehausen  |

## Geschichte
Der Name des Ortes ist der Sage nach dadurch entstanden, dass sächsische Einwanderer, die das Dorf gründeten, dort den heidnischen Gott Biel verehrten. Die Ortsnamensforschung nimmt dagegen wie bei den meisten Orten mit der Endung -hausen den Bezug zu einem Personennamen an, in diesem Fall dem Kurznamen Bili, der auf das altsächsische  bil = „Schwert, Beil“ zurückgeführt wird. Die Gründung fand vermutlich etwa im 8. bis 10. Jahrhundert nach Christus statt.
Bilshausen wird in der auf das Jahr 952 datierten Stiftungsurkunde für das Kloster Pöhlde erwähnt, bei der es sich jedoch um eine aus dem 13. Jahrhundert stammende Fälschung handelt. Einige Hügelgräber im „Großen Berg“ bezeugen jedoch, dass die Umgebung von Bilshausen schon zur Bronzezeit besiedelt war. Die offizielle Ersterwähnung stammt von 1235 (Ecclesia in Bilshusen).
Im Jahr 1242 gelangte Bilshausen und die einstige Kirche, durch eine Schenkung des Markgrafen Heinrich von Meißen in den Besitz der Deutsch-Ordens-Ritter, die es 1318 an die Herren von Plesse verkauften und nach Göttingen weiterzogen.
Das Wappen der Gemeinde, ein blauer Schild mit drei silbernen Schrägbalken, entspricht dem Wappen des Bertram von Bilshausen, der 1314 Ordenshalter in Bilshausen war. Die Herren von Bilshausen waren vermutlich ursprünglich Ministeriale der Herren von Plesse, die in Bilshausen mit Aufgaben betraut worden waren. Urkundlich erwähnt wird bereits 1255 ein Vogt Konrad I. von Bilshausen (Conradus de Billeshusen cognomento advocatus). Weitere Angehörige des Geschlechts tauchen in den folgenden Jahrzehnten als Zeugen adliger Landverkäufe in Urkunden auf. 1317 verfügten die Herren von Bilshausen im Ort über acht Hufen als Lehen der Grafen von Schwalenberg, daneben über Besitz in Dorste sowie den späteren Wüstungen Ellingenhusen und Lemmershusen. Der Ritter Bertram von Bilshausen ist der einzige Angehörige des Geschlechts, der häufig, insgesamt (zwischen 1300 und 1340) sechzehnmal namentlich in Urkunden genannt wird. Er gehörte zum Gefolge Herzog Heinrich II. von Braunschweig-Grubenhagen. Das Geschlecht der Herren von Bilshausen, unter sozialen und wirtschaftlichen Gesichtspunkten eher zur unteren Schicht des niederen Adels gehörend, starb vermutlich 1395 mit dem Tode Ottos von Bilshausen aus.
Von 1322 an gehörte Bilshausen politisch dem Bischof von Hildesheim, obwohl es kirchlich dem Erzbischof von Mainz (Erzbistum Mainz) unterstand, dessen Kurfürstentum es 1492 dann, zusammen mit dem Amt Lindau, für mehr als 300 Jahre auch politisch zugeordnet wurde. Nach 1802 kam Bilshausen vorübergehend zum Königreich Preußen und zum Königreich Westphalen (Kanton Gieboldehausen im Distrikt Duderstadt, Departement des Harzes) und nach dem Wiener Kongress mit dem Untereichsfeld zum Königreich Hannover, um dann 1866 wiederum preußisch zu werden.
Zur Samtgemeinde Gieboldehausen und zum Landkreis Göttingen gehört Bilshausen seit der Gebietsreform von 1973, vorher gehörte es zum Landkreis Duderstadt.

### Einwohnerentwicklung
Entwicklung der Einwohnerzahl seit 1610:
| Jahr | Einwohner | Jahr | Einwohner | Jahr | Einwohner |
| ---- | --------- | ---- | --------- | ---- | --------- |
| 1610 | 400       | 1848 | 1370      | 1950 | 2221      |
| 1673 | 436       | 1858 | 1422      | 1970 | 2461      |
| 1698 | 531       | 1867 | 1316      | 1980 | 2342      |
| 1736 | 650       | 1871 | 1320      | 1990 | 2399      |
| 1782 | 852       | 1885 | 1420      | 2000 | 2470      |
| 1790 | 909       | 1900 | 1297      | 2010 | 2355      |
| 1803 | 1033      | 1919 | 1259      | 2015 | 2217      |
| 1812 | 1076      | 1925 | 1324      | 2020 | 2206      |
| 1821 | 1134      | 1939 | 1574      |      |           |
| 1835 | 1340      | 1946 | 2185      |      |           |

(Einwohnerzahlen bis 1950 nach Fricke; dabei bis 1925 jeweils Zahl der ortsanwesenden Personen, sofern verfügbar. Zahlen ab 1970 entstammen der amtlichen Statistik des Niedersächsischen Landesamts für Statistik, jeweils zum Stichtag 31. Dezember.)

## Politik

### Gemeinderat
Der Rat der Gemeinde Bilshausen besteht aus 13 Ratsfrauen und Ratsherren. Dies ist die festgelegte Anzahl für die Mitgliedsgemeinde einer Samtgemeinde mit einer Einwohnerzahl zwischen 2001 und 3000 Einwohnern. Die Ratsmitglieder werden durch eine Kommunalwahl für jeweils fünf Jahre gewählt. Die aktuelle Amtszeit begann am 1. November 2021 und endet am 31. Oktober 2026.
Seit der Kommunalwahl 2021 setzt sich der Rat wie folgt zusammen:
| Gemeinderat 2021Insgesamt 13 Sitze - CDU: 7 - UBB: 6 |

### Bürgermeister
Ehrenamtlicher Bürgermeister ist seit Januar 2021 Matthias Diederich (CDU). Seine Stellvertreter sind Thomas Wüstefeld (UBB) und Georg Engelhardt (CDU).
Bisherige Amtsinhaber seit 1945:
- 2000–2021: Anne-Marie Kreis (CDU)
- 1964–2000: Carl Strüber (CDU)
- 1964: Paul Müller
- 1961–1964: Heinrich Jünemann
- 1949–1961: Hermann Dietrich
- 1946–1949: Fritz Engelhardt

### Wappen, Flagge und Siegel

Wappen
Hissflagge
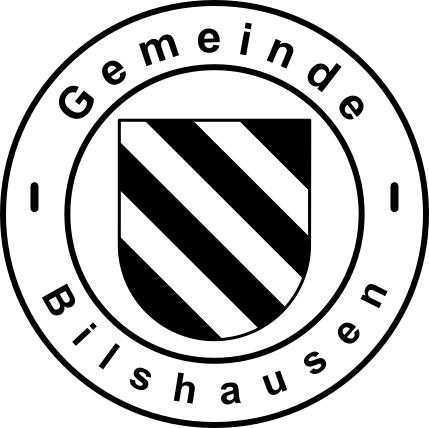
Siegel

Blasonierung: „In Blau drei silberne (weiße) Schrägbalken.“
Das Wappen der Gemeinde wurde von der Duderstädterin Clara Gerlach entworfen und am 9. Juni 1938 vom Oberpräsidenten der preußischen Provinz Hannover verliehen. Es entspricht dem Wappen des Ritters Bertram von Bilshausen, das in einer Urkunde aus dem Jahr 1314 dokumentiert ist.
Beschreibung der Flagge: „Die Flagge ist blau-weiß quergestreift mit aufgelegtem Wappen in der Mitte.“
Beschreibung des Siegels: „Das Dienstsiegel enthält das Wappen und die Umschrift „Gemeinde Bilshausen“.“

## Sehenswürdigkeiten und Kultur

### Katholische Pfarrkirche St. Kosmas und Damian

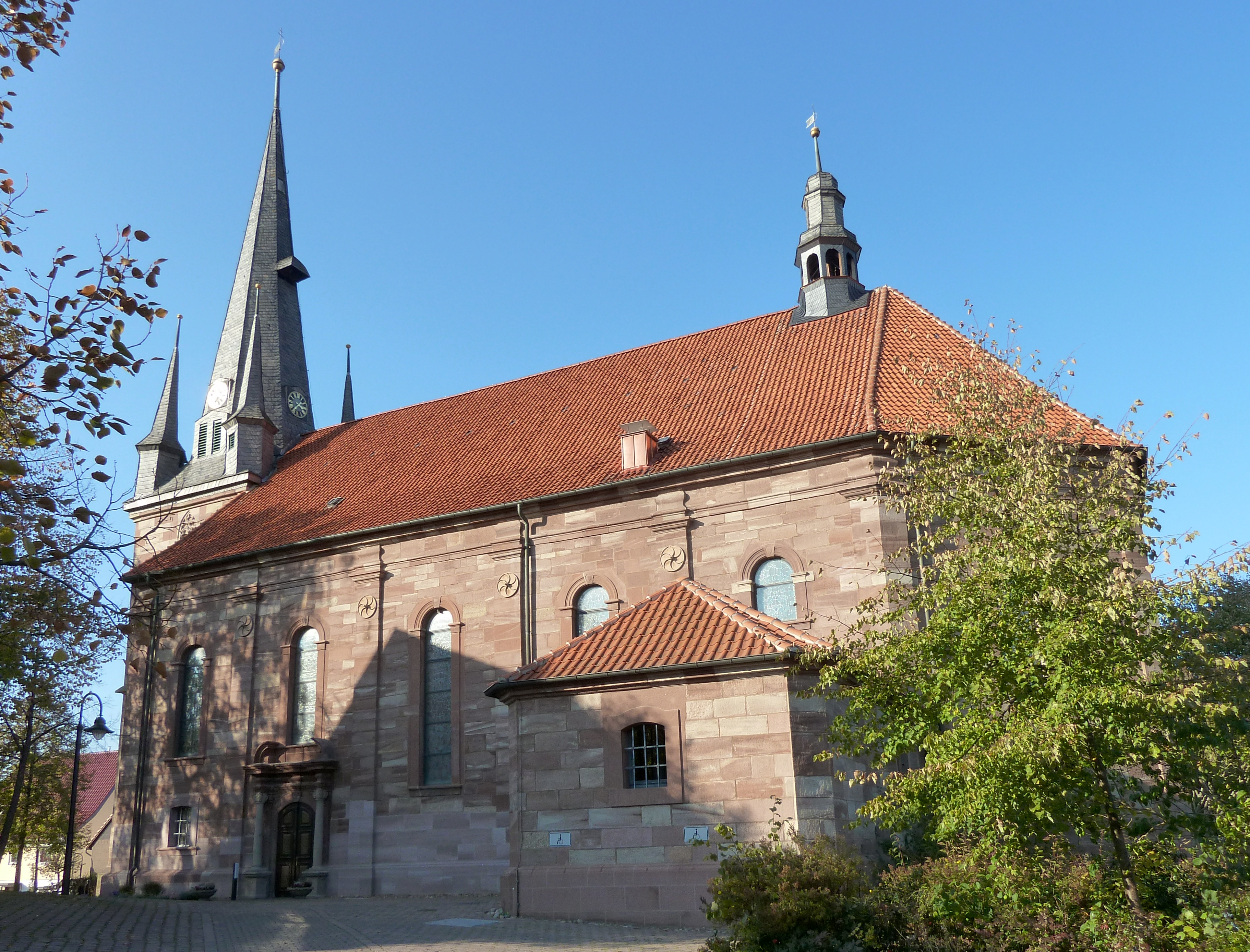
Katholische Pfarrkirche St. Kosmas und Damian

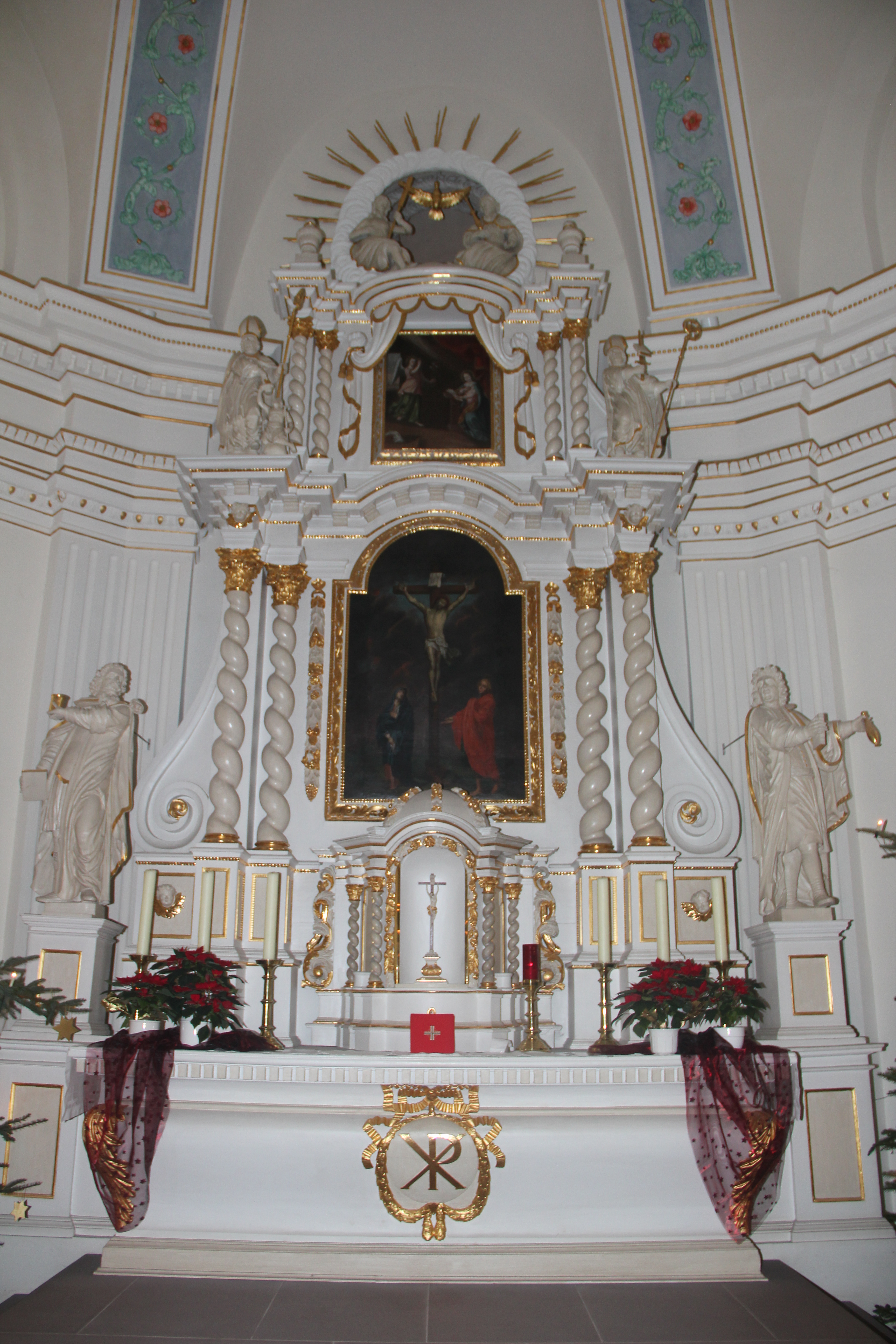
Hochaltar der Sankt-Kosmas-und-Damian-Kirche in Bilshausen

Der heutige Kirchenbau entstand 1781 bis 1873 unter Einbeziehung des spätgotischen Vorhängerbau-Westturms von 1515 nach Plänen von Maurermeister Burchardt aus Nesselröden. Der Saalbau mit polygonalem Chor zeichnet sich im Außenbau durch Rotsandstein-Quaderfassaden mit einer Lisenengliederung aus und wurde von Peter Ferdinand Lufen 1997 als „eine der schönsten Dorfkirchen des Spätbarock im Landkreis“ bezeichnet. Das Innere zeigt sich als einschiffiger Saal, der von einer stuckverzierten Längstonne mit Stichkappen überwölbt wird und dessen Wände mit einem aufwändigen Architekturdekor aus Wandpilastern und Gesimsen gegliedert sind.
Mehrere Veränderungen und Vereinfachungen machten 1983–1985 eine durchgreifende Restaurierung des Innern erforderlich, „deren Ziel die Rückgewinnung der verlorengegangenen Einheit von Innenraum und Ausstattung als geschlossenes Interieur“ war. Ein Hauptgegenstand der Restaurierung war der spätbarocke zweistöckige Hauptaltar mit einer in rund 1400 Restauratoren-Arbeitsstunden wiederhergestellten weiß-goldenen Farbfassung. Flankiert wird der Hochaltar von Figuren der Kirchenpatrone, des heiligen Brüderpaares Kosmas und Damian, im Auszug ist eine Darstellung der Verkündigung zwischen den heiligen Bonifatius und Martin zu sehen. Das 1989 eingesetzte Altarbild mit einer Kreuzigung stammt aus der Lindauer Pfarrkirche. Auch Kanzel und Emporen wurden auf ihre ursprüngliche Farbigkeit in Weiß und Gold zurückgeführt.
In dem Rundfenster der hinteren Chorwand sind Dreifaltigkeitsfiguren und ein Strahlenkranz eingesetzt worden, während man in den beiden der Empore gegenüberliegenden Fenstern Fragmente mittelalterlicher Glasmalerei vorfindet.
Die Orgel wurde 1857 vom Orgelbauer Johann Andreas Engelhardt aus Herzberg gebaut und 1984 durch die Orgelbauwerkstatt Krell aus Duderstadt restauriert.
Seit 2015 gehören zur katholischen Pfarrgemeinde Bilshausen auch die Kirchorte Lindau, Krebeck und Renshausen.

### Evangelisch-lutherische Pauluskirche

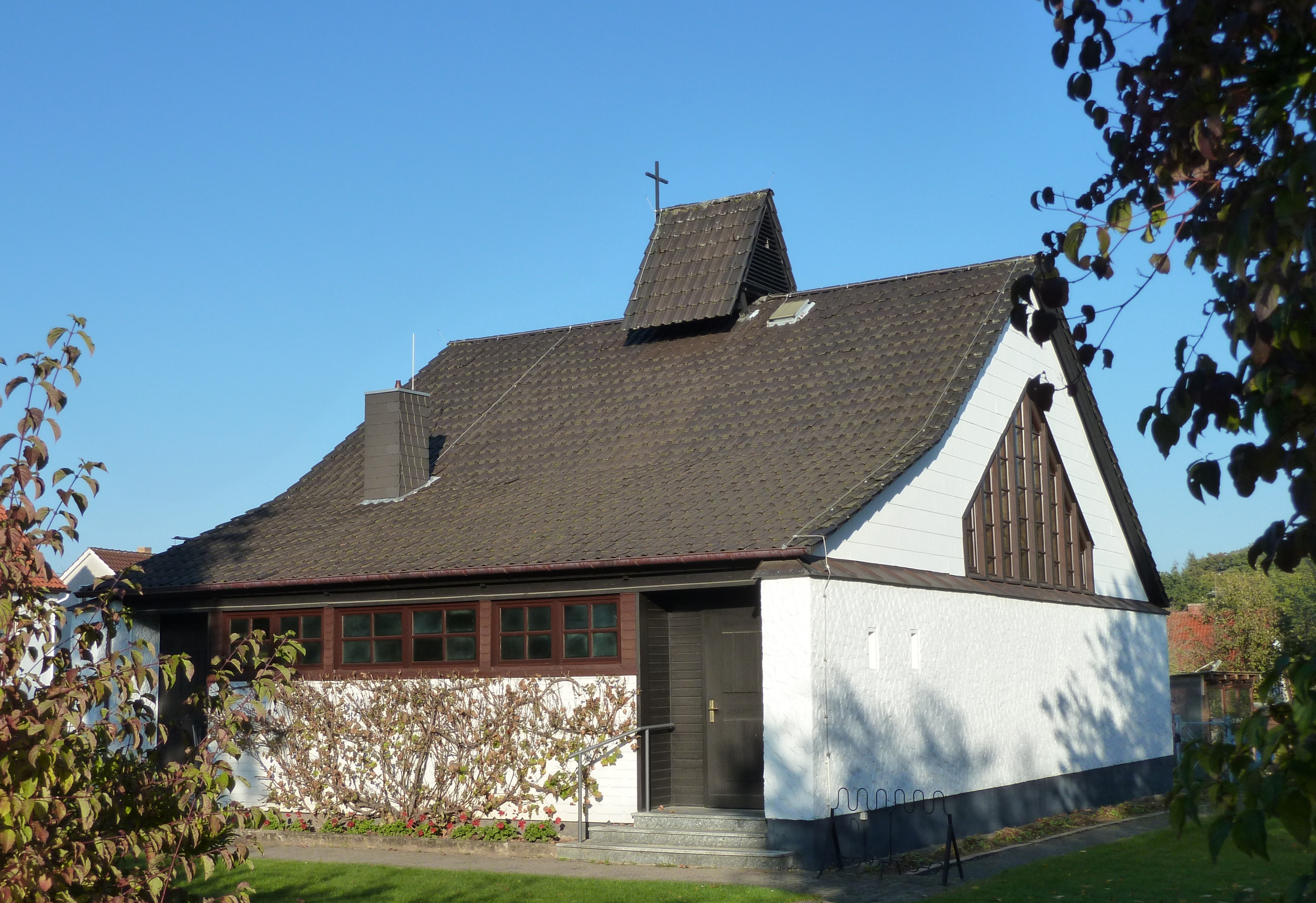
Evangelische Pauluskirche (2011)

Die evangelisch-lutherische Pauluskirche geht auf Spenden der Amerikanischen Sektion des Lutherischen Weltbunds mit Unterstützung des Gustav-Adolf-Werks zurück und wurde nach nur knapp fünf Monaten Bauzeit am 7. Oktober 1951 eingeweiht. Den Kirchenbau plante der Darmstädter Architekt Otto Bartning, nach dessen Plänen über hundert sogenannte Notkirchen entstanden. Die evangelische Pauluskirche in Bilshausen im katholisch geprägten Eichsfeld ist eines von 33 Notkirchen-Gotteshäusern des Typs Diasporakapelle, die von Bartning als Holzgerüst-Fertigbau mit teilweise gemauerten Umfassungswänden entworfen und durch einfache Bauformen und Materialbeschaffung zu einem multifunktionalen Bau entwickelt wurde. Die besondere Holzkonstruktion ist dem Kirchenbau äußerlich kaum anzusehen, da sie seit der Erbauungszeit von verputzten Backsteinwänden verdeckt wird. Auf dem Dach sitzt ein niedriger  Dachreiteraufsatz für die 1960 gegossene Bronzeglocke, die von dem Stuttgarter Glockengießer Heinrich Kurtz stammt.
Der Gottesdienstraum für rund 100 Personen wird geprägt durch die offene Dachbinder-Konstruktion und verglaste Giebelseiten. Charakteristisch ist auch in Bilshausen die durchgehende Holzvertäfelung des Kirchenraums, welche nach Bartning Behaglichkeit und Gemeindenähe vermitteln sollte. Der schlichte Tischaltar mit einem Altarkreuz aus Ahornholz ist ein Werk des Holzschnitzers Marksteiner aus Wulften. Der Altar kann nach Bedarf in einer Wandnische mit Klappläden weggeschlossen werden. Im Anschluss an den Kirchenraum besteht ein Gemeinschaftsraum, dessen Dach ans Hauptdach angeschleppt ist.
Die Pauluskirche in Bilshausen ist bisher nicht in das Verzeichnis der Baudenkmale nach Niedersächsischem Denkmalschutzgesetz aufgenommen, doch startete die Otto Bartning-Arbeitsgemeinschaft Kirchenbau e. V. im Jahr 2012 eine Initiative, um noch bestehende Typenkirchen Bartnings gemeinsam als Flächendenkmal in die Liste des UNESCO-Weltkulturerbes aufnehmen zu lassen.

### Katholische Kapelle St. Maria
Am östlichen Ortsrand von Bilshausen befindet sich auf dem Hessenberg eine kleine Klus, die auch als Muttergotteskapelle bezeichnet wird. Sie wurde im Jahr 1801 in Fachwerkbauweise errichtet und 2011 instand gesetzt. Im Inneren befindet sich eine Marienstatue aus dem Grödner Tal (Südtirol). Die Kapelle steht unter Denkmalschutz.

### Vereine
Im Ort gibt es ein reges Vereinsleben mit über 20 Vereinen, darunter fünf Sportvereinen, drei Chören und drei Musikzügen. Der älteste Verein im Ort ist die Schützenbruderschaft von 1613 Bilshausen.

## Wirtschaft, Bildung und Infrastruktur
Bis ins 20. Jahrhundert hinein war Bilshausen überwiegend landwirtschaftlich geprägt, obwohl sich viele Einwohner mit Heimarbeit oder als Handelsleute und Bauarbeiter ihren Unterhalt „in der Fremde“ verdienen mussten (Wanderarbeit). Bilshausen war bekannt für seine Stroh- und Korbwaren, besonders jedoch für die Kanarienhähne, die im Eichsfeld und im Harz gezüchtet und bis nach Übersee verkauft wurden. Seit 1907 beschäftigte eine der größten Zigarrenfabriken des Eichsfeldes für fast 70 Jahre viele Frauen des Ortes.
Die Jacobi-Tonwerke, die schon im 19. Jahrhundert im Süden des Ortes gegründet und seit 1934 im Ortsteil Strohkrug angesiedelt sind, gehört zu den wenigen Ziegeleien der Gegend, die bis heute noch produzieren. Des Weiteren hat sich das Wirtschaftsunternehmen Piller Dynasine GmbH (ein Unternehmen der Langley Holding, England) im Gewerbegebiet „Im Alten Felde“ niedergelassen. Schwerpunkt ist die Montage von USV-Systemen auf Basis von Dieselgeneratoren sowie deren Prüfung.

### Bildung
Der katholische Kindergarten St. Bernardus geht auf die 1915 eröffnete Klein-Kinderschule zurück.
An der hiesigen Grundschule werden Schülerinnen und Schüler aus Bodensee, Krebeck und Renshausen zusammen mit den Bilshäuser Schülern unterrichtet. Die Hauptschule wurde zum Ende des Schuljahres 2008/2009 aufgelöst.

### Straßen- und Bahnverkehr
Bilshausen ist über die Bundesstraße B 247 mit den Nachbarorten Lindau und Gieboldehausen sowie über die Landesstraße L 523 mit Wulften am Harz und  Bodensee verbunden.
Bis zur Stilllegung der Strecke 1996 hatte Bilshausen einen Haltepunkt an der Bahnstrecke Leinefelde–Wulften. Der Personenverkehr wurde bereits 1974 eingestellt. Heute ist die frühere Bahntrasse von Wulften bis Rollshausen durchgehend als Fahrradweg ausgebaut.

### Wanderweg
Bilshausen liegt am Wanderweg Solling-Harz-Querweg.

## Persönlichkeiten

### Ehrenbürger
- Sr. M. Lucentia, Ordensschwester im St.-Bernardus-Stift
- Friedrich Rudolph, kath. Pfarrer in Bilshausen 1934–1958
- Alfons Opielka, kath. Pfarrer in Bilshausen 1958–1979
- Carl Strüber (1931–2015), Ehrenbürgermeister[38]

### In Bilshausen geboren
- Elisabeth Wiese (1859–1905), mehrfache Kindermörderin[39]